# Túnel Ardglen
El túnel Ardglen (en inglés: Ardglen Tunnel) es un túnel en una cumbre en el ferrocarril principal del Norte, en Nueva Gales del Sur, Australia, entre Newcastle y Werris Creek. Cruza por debajo de la Cordillera de Liverpool, cerca de su extremo este por debajo de Nowlands Gap (también conocido como Murrurundi Gap), el cruce es utilizado por la autopista de Nueva Inglaterra.
Tiene unos 500 metros de longitud y es accesible a ambos lados en rutas de 10 kilómetros. El túnel es de una vía, lo que combinado con las fuertes pendientes hacen que esta sección sea un cuello de botella.
El túnel se completó en 1877 y es propiedad de Transport Asset Holding Entity, una corporación estatal del Gobierno de Nueva Gales del Sur. Se añadió al Registro del Patrimonio del Estado de Nueva Gales del Sur el 2 de abril de 1999.